# Gadulka

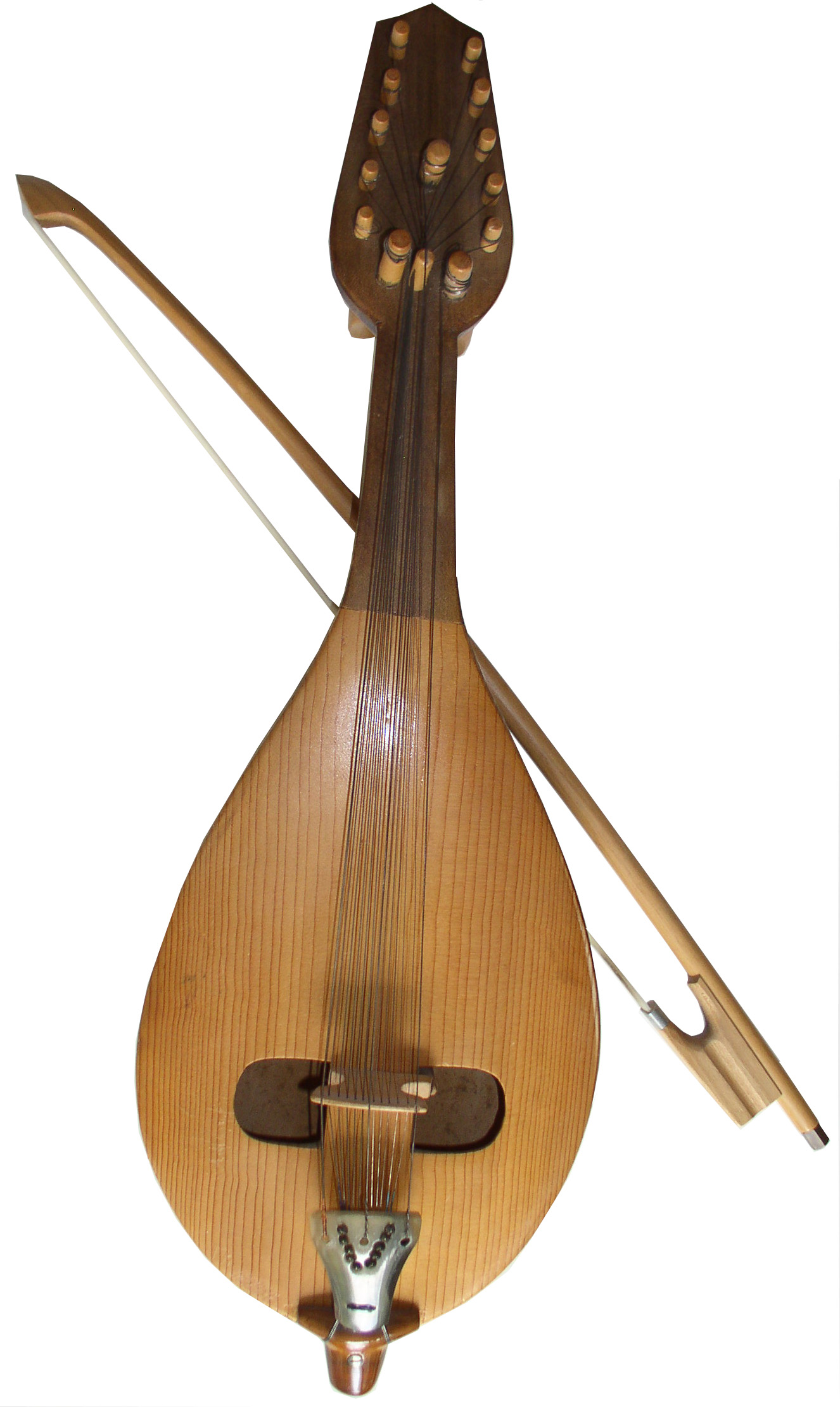
Una gadulka.

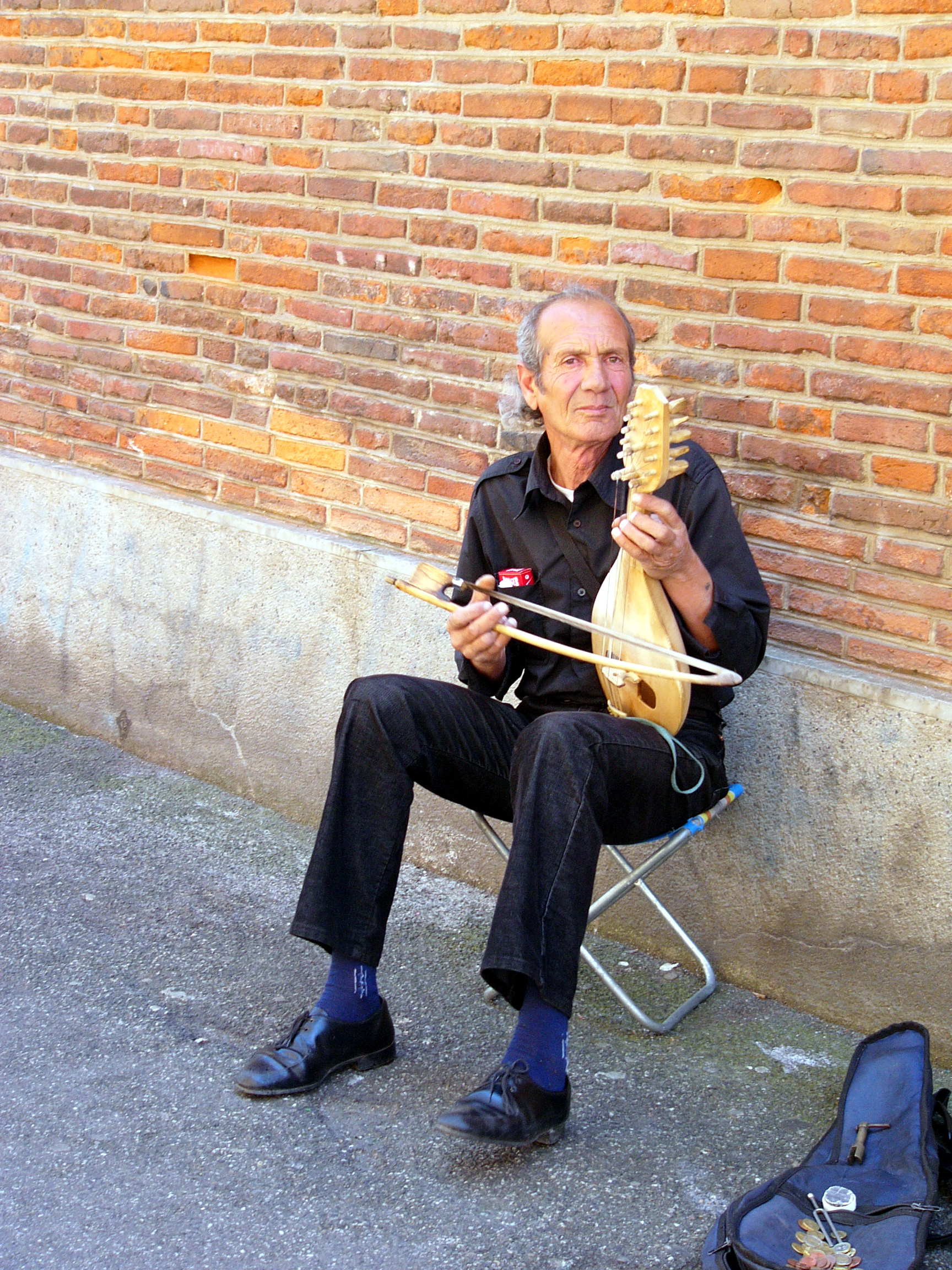
Un músico callejero en Toulouse, Francia, tocando una gadulka.

La gadulka (en búlgaro: Гъдулка) es un instrumento musical de cuerda frotada con arco tradicional de Bulgaria. Otras ortografías son "gudulka" y "g'dulka". Su nombre proviene de una raíz que significa "hacer ruido, hum o buzz". La gadulka es una parte importante de los conjuntos instrumentales tradicionales búlgaros, por lo general se la toca para ejecutar música para bailar.
La gadulka por lo general tiene tres (aunque a veces cuatro) cuerdas principales y hasta dieciséis cuerdas resonantes simpatéticas debajo. Los dedos del ejecutante solo tocan las cuerdas melódicas principales y las cuerdas nunca son apretadas hasta tocar el traste. La gadulka se sostiene en posición vertical, con el arco en sentido perpendicular con un agarre inferior.
Existe una variante del instrumento de menores dimensiones en la región de Dobrudja que no posee cuerdas simpatéticas. 
La gadulka se encuentra relacionada con el gudok ruso. Otro posible antecesor de la gadulka puede ser la lira, el instrumento de arco bizantino del siglo IX y antecesor de la mayoría de los instrumentos de arco europeos. El uso de descendientes de instrumentos similares de arco y de la lira se han conservado en las tradiciones folclóricas de la zona del Mediterráneo y los Balcanes hasta la actualidad, por ejemplo la lira de Creta y el Dodecaneso, Grecia; la lira de Calabria; Italia y el Armudî kemençe en Estambul, Turquía.